# Chiesa di Sant'Antonio Abate (Valbondione)
La chiesa di Sant'Antonio Abate è il principale luogo di culto cattolico di Fiumenero, frazione di Valbondione, ed è dedicato a sant'Antonio abate. La chiesa risulta essere parrocchia nel 1759: fu infatti consacrata il 4 luglio dal francescano Serafino Torriani, incaricato dal vescovo di Bergamo Antonio Redetti.

## Storia
La chiesa, consacrata nel 1749, fu costruita a partire dall'8 maggio 1747, come riporta la scritta posta sopra l'ingresso principale; in realtà essa risulta di più antica costruzione, essendo questa una delle ricostruzioni, con documenti che la citano nel 1520. Fu consacrata da Serafino Torriani, frate dell'ordine francescano.
La chiesa risulta inserita nella vicaria di Vilminore di Scalve, con quella di San Bernardino e di San Lorenzo, venendo poi a far parte di quella di Ardesio, successivamente di Gromo e dal 27 maggio 1979 della vicaria di Ardesio-Gromo.

## Descrizione

### Esterno
La facciata della chiesa è volta a sud e ha la caratteristica di essere di misura inferiore rispetto all'interno, ed è raggiungibile dalla strada da quattro gradini. Preceduta da un ampio sagrato, poco lontano la zona cimiteriale e il piccolo oratorio di San Rocco edificato nel 1627 a scopo devozionale durante la peste bubbonica del XVII secolo si presenta tripartita da quattro lesene e composta su due ordini da una cornice marcapiano, la classica composizione architettonica d'uso nel Settecento. La parte inferiore presenta il portale con architrave in pietra che sorregge il timpano curvilineo spezzato. Il secondo ordine ha una grande finestra rettangolare che porta luce all'interno dell'aula La cornice sorregge il timpano triangolare. Oltre la facciata è ben visibile il prosieguo della chiesa di maggiori dimensioni.

### Interno
L'aula si presenta di discrete proporzioni, da una campata leggermente minore si prosegue in spazi di misure più ampie. Il presbiterio accessibile da tre gradini di forma rettangolare e di misure leggermente inferiori rispetto all'aula. 

L'altare maggiore è adornato da tre tele settecentesche di autore anonimo tra le quali quella del Redentore che appare a sant'Antonio, i Santi Sebastiano e Rocco e la tela Educazione della Vergine con i santi Anna e Gioacchino.

Gli altari conservano tele di buon rilievo artistico: di ignoto la Deposizione di Cristo con san Pietro sant'Antonio san Pietro, san Giacomo e san Paolo lavoro del XVI secolo; la tela rappresentante la Apparizione di Cristo san Tommaso, la Trinità con la Madonna e le anime purganti e santi Lucia, Lorenzo, Antonio abate tela attribuita a Domenico Carpinoni. Mentre le quattordici stazioni sono state dipinte da Gaetano Peverada.

L'ancona dell'altare intitolato alla Madonna del Sacro Rosario è un lavoro di bottega fantoniana datato 1771. Del 1775 l'ostensorio dell'altare maggiore sempre dei Fantoni.

L'organo posto sul lato di destra del presbiterio è stato realizzato dalla bottega Bossi nel Settecento, ammodernato nel 1865 dagli organari Manzoni e nel 1910 dalla ditta Roberti Francesco e figlio Arturo.
La torre campanaria ha la base in pietra stilata e il castello sostiene cinque campane realizzate dalla ditta Pruneri di Grosio, e consacrate il 9 agosto 1850 dal vescovo Carlo Gritti Morlacchi.